# Рюдерстедт, Микаэль
Микаэль Рюдерстедт (швед. Michael Ryderstedt; родился 21 июля 1981 года в Стокгольме, Швеция) — шведский профессиональный теннисист.

## Спортивная карьера
Профессиональную карьеру начал в 2002 году. В августе 2003 года выиграл первый турнир из серии «фьючерс». В 2004 году выигрывает ещё три турнира данной серии. В октябре 2004 года на дебютном для себя турнире ATP в Стокгольме смог сразу же дойти до полуфинала. Он обыграл таких теннисистов как Оскар Эрнандес, Фелисиано Лопес и № 11 на тот момент в мире Йоахим Юханссон (на отказе от продолжения игры Йоахима при счете 3-6, 5-3). В полуфинале он уступил Томасу Юханссону 3-6, 2-6. В феврале 2005 года выиграл турнир серии «челленджер» в Далласе. В июле того же года сыграл ну турнире ATP в Бостаде.
В 2006 году выигрывает в парном разряде на «челленджере» в Тельде. В 2007 выиграл ещё один турнир из серии «фьючерс» и вышел во второй раунд турнира в Стокгольме, обыграв Кеннета Карлсена. В 2008 году побеждает на двух «фьючерсах» и выходит в во второй раунд в Бостаде. В парных соревнованиях в августе выиграл «челленджер» в Тампере. В октябре 2008 года на турнире в Стокгольме в паре с Юханом Брунстрёмом ему впервые удалось пробиться в финал турнира ATP. В решающей борьбе за титул они уступили Йонасу Бьоркману Кевину Ульетту 1-6, 3-6.
В феврале 2009 года, пробившись через квалификацию на турнир в Сан-Хосе в первом раунде сыграл с № 6 в мире Энди Роддиком и уступил 0-6, 6-7(3). В 2010 году выиграл один «фьючерс» и вышел во второй раунд турнира в Стокгольме, обыграв игрока Топ-100 Даниэля Химено 7-6(3), 6-3. В 2011 году на турнире в Бостаде ему удалось выйти в четвертьфинал, выиграв у Максимо Гонсалеса и Рубена Рамиреса. За время своего выступления ни в одиночном ни в парном разряде не смог попасть в Топ-100 мирового рейтинга. Рюдерстедт привлекался для выступлений за Сборную Швеции в матчах Кубка Дэвиса.

## Финалы турниров ATP
| Легенда                        |
| ------------------------------ |
| Турниры Большого шлема         |
| Кубок Мастерс / финал АТР-тура |
| ATP Мастерс / ATP Мастерс 1000 |
| АТР Gold / АТР 500             |
| АТР International/ АТР 250     |

### Поражения в финалах (1)

#### Парный разряд (1)
| №  | Дата        | Турнир    | Покрытие | Партнёр        | Соперники в финале          | Счёт     |
| 1. | 12 окт 2008 | Стокгольм | Хард(i)  | Юхан Брунстрём | Йонас Бьоркман Кевин Ульетт | 1-6, 3-6 |